# 石丸謙二郎
石丸謙二郎（日语：石丸 謙二郎，1953年11月1日—），日本男演員、配音員、旁白。本名相同。出身於大分縣大分市。2006年1月1日起現在是青年座電影放送株式會社所屬。身高173cm。A型血。

## 生平
大分市立碩田中學校、縣立大分上野丘高等學校畢業。日本大學藝術學部演劇學科中退。
之後被星探發掘，加入了金原峰雄事務所。1977年，以舞台劇出道。
擁有穩重平靜的聲音路線，廣為人知的是1987年起擔任至今超過30年旅遊節目《從車窗看世界》的旁白解說。因此之後和鐵路旅遊相關的節目可聽到他的聲音，一方面在長壽鐵道旅遊節目《途中下車之旅》（日本電視網播出）多次擔任旅人走訪，此外2015年11月28日播出集數代替藤村俊二進行旁白解說工作。
除了擔任旁白解說之外，多次參加電視劇的拍攝，在這之中主要參演的系列作品有《假面騎士電王》（車長）、《十津川警部系列》（龜井刑事）。
每天早上起床的時候，會先喊確認當天的健康狀況。
自稱是自1974年來日本第一位外頭裸奔者，曾在東京原宿時邊跑邊叫。此外，一般來說在同年3月12日廣島市舉辦的活動上，他是第1位裸奔者。
興趣廣泛的戶外運動派。因此自身的興趣有攀岩、滑浪風帆、登山、跳舞。特長是踢踏舞、攀岩。還有，擅長洞穴探險運動（將洞穴探險視為一種運動），曾在TBS電視節目《科學大玩家》以特別來賓上節目時秀此技能。
《極限體能王》和《超級運動王》（TBS製作的戶外體育競技節目）的參賽常客，並將同樣一起參賽的野村將希視為突破自我紀錄的勁敵，因此有許多後進的藝人以他們2人的自制心來激勵自己。此外，石丸以參賽者的身分第一次登台不是經紀公司內定，經本人證實是以一般參賽者的身分，寫明信片直接寄至電視台報名參加。

## 演出

### 電視劇

#### NHK
- 大河劇
  - 獅子的時代（日语：獅子の時代）（1980年）
  - 武田信玄（1988年）－御宿友綱
  - 宛如飛翔（1990年）－大隈重信
  - 德川慶喜（1998年）－德川茂德
- 連續電視小說
  - 醬油的女兒阿香（1985年）－河原畑仁
  - 跳駒（1986年）－北村
- 四捨五入殺人事件（日语：四捨五入殺人事件）（1987年）
- （1990年）－
- 巖流島 小次郎與武藏（日语：巌流島 小次郎と武蔵）（1992年）－雀丸
- 胸有成竹（日语：腕におぼえあり）（1992年）－杉野清五郎
- 翼（日语：つばさ (1994年のテレビドラマ)）（1994年）
- （1997年）－植村
- 喪服的約會（日语：喪服のランデヴー）（2000年）－佐佐木和彥
- （2000年）－玉木文之進（日语：玉木文之進）
- 走了四千萬步的男人（日语：四千万歩の男）（2001年）－細見權十郎
- 光之帝國（日语：常野物語）（2001年）－志村守
- 茂七的事件簿 不可思議草紙（日语：茂七の事件簿 ふしぎ草紙）（2001年）－川越屋
- （2001年）－服部武彥
- 占有家族（日语：占有家族）（2001年）－刑警
- （2002年）－森田重兼
- 少年們（日语：少年たち）（2002年）－高見律師
- （2004年）－服部正和
- 冰壁（日语：氷壁）（2005年）－森脇茂雄
- 婚活離活（日语：コンカツ・リカツ）（2009年）－解說
- 坂上之雲（2009年）－公使館人員久保
- 未解決事件（日语：未解決事件 (NHKスペシャル)）（2011年）－古野喜政
- 雖輸猶勝 ～開創戰後新局面的男人 吉田茂～（日语：負けて、勝つ 〜戦後を創った男・吉田茂〜）（2012年）－岩淵辰雄（日语：岩淵辰雄）
- 鼠馳江戶（日语：鼠、江戸を疾る）（2014年）－佐沼長時
- 在葬禮見面吧（2014年）－入口慢太郎
- 暗色西裝（日语：ダークスーツ）（2014年）－里中喜代寬
- 一路（日语：一路#テレビドラマ）（2015年）－諏訪因幡守
- NHK特集（2016年3月13日）[注 1][5]
- 大全力失蹤（日语：全力失踪）（2019年）－白金憲一
- 心胸咚咚（2022年）－比嘉賢吉[6]

#### 日本電視台
日本電視台
- 頭髮（Hair）（1987年）
- JUNGLE（日语：ジャングル (テレビドラマ)#ジャングル）（1987年）
- 錢形平次（日语：銭形平次 (風間杜夫)） 第30話「鬼心、女心」（1987年）－壺八
- 週二懸疑劇場
  - 救急指定病院（日语：救急指定病院 (テレビドラマ)）（1992年）－檜村孝信
  - 松本清張特輯 微笑儀式（日语：微笑の儀式#テレビドラマ）（1995年）－島上忠太郎
  - 檢察官 霧島三郎（日语：検事霧島三郎）（1999年）－本間檢察官
  - 京都金澤童謠殺人事件（日语：京都金沢殺人事件シリーズ）（2002年）－長谷部順也（加賀友禪（日语：加賀友禅）職人 林吾郎的弟子）
  - 刑警 鬼貫八郎（日语：刑事・鬼貫八郎）（2002年）－須田誠司
  - 警部補 佃次郎（日语：警部補 佃次郎）（2002年）－町田雄一
  - 輕井澤推理（日语：軽井沢ミステリー）（2003年）－服部滿夫
- STATION（日语：STATION (漫画)）（1995年）－磯山雄三
- 銀狼怪奇事件簿（日语：銀狼怪奇ファイル）（1996年）－赤間徹
- 交給龍馬我吧！（日语：竜馬におまかせ!）（1996年）－小栗上野介
- 心理醫生涼子（日语：心療内科医・涼子）（1997年）－館林祐司
- 我們的勇氣 未滿都市（1997年）－森岡本部長
- 女醫（日语：女医 (テレビドラマ)）（1999年）－草薙浩司
- SPEED STAR（日语：SPEED STAR (テレビドラマ)）（2001年）
- 秀逗男護士（日语：ナースマン）（2002年）－小田切
- 還有明天（日语：明日があるさ (テレビドラマ)）（2002年）
- 兩個人 我們選擇的路（日语：ふたり 私たちが選んだ道）（2003年）－鐮形敏行
- 為愛痴狂 ～Love_StoriesIII～（日语：恋のから騒ぎ#〜Love_StoriesIII〜）「十億之女」（2006年9月26日）
- 國王的心臟 ～李爾王～（日语：王様の心臓〜リア王より〜）（2007年）
- 熱血律師（2008年）－濱田真司
- 49（2013年）－理事長
- 週五SUPER PRIME（日语：金曜スーパープライム） （2011年12月23日）
  - －海江田萬里[注 1]

讀賣電視台
- 羅曼史（日语：ロマンス (1999年のテレビドラマ)）（1999年）
- 亂步R（日语：乱歩R）（2004年）－片桐謙吾
- 幫助屋☆陣八（日语：お助け屋☆陣八）（2013年）－森下會計士

#### TBS電視網
TBS
- 親子遊戲（日语：親子ゲーム）（1986年）
- 大岡越前 第10部（日语：大岡越前 (テレビドラマ)#第10部） 第6話（1988年）－秋田屋傳次郎
- 這裡是芝浦偵探社（日语：こちら芝浦探偵社）（1989年）－磯部秘書
- 水戶黃門（日语：水戸黄門 (パナソニック ドラマシアター)）
  - 第18部（日语：水戸黄門 (第14-21部)#第18部） 第30話「天下之嶮之惡退治 箱根」（1989年4月10日）－重次郎[注 2]
  - 第19部（日语：水戸黄門 (第14-21部)#第19部） 第19話「人情娘馬子歌 郡上八幡」（1990年2月5日）－多吉
  - 第37部（日语：水戸黄門 (第31-38部)#第37部） 第5話「陰謀破碎美人姬 越後高田」（2007年5月7日）－速水軍兵衛
- 週一特別電視劇（日语：月曜ドラマスペシャル）→週一推理劇場（日语：月曜ミステリー劇場）→週一GOLDEN（日语：月曜ゴールデン）→週一名作劇場（日语：月曜名作劇場）
  - 兼差人生百發百中（1989年12月11日）
  - 真夏的聖誕老人（1992年9月14日）－山田
  - 松本清張特別企劃 證明（日语：証明 (松本清張)#1994年版）（1994年11月14日）－倉橋編輯長
  - 外行刑事殺人事件簿 慕情篇（1996年8月5日）－秋山大二郎
  - 「稅務調査官 窗際太郎之事件簿（日语：税務調査官・窓際太郎の事件簿）3（1999年6月21日）－本木統括官
  - 外科醫生零子（日语：外科医零子）1「心之記憶」（2001年10月22日）－副島隆司
  - 棟居刑事系列（日语：棟居刑事シリーズ#中村雅俊版）－山路忠廣
    - 棟居刑事系列1「花之狩人」（2001年12月3日）
    - 棟居刑事系列2「高層死角」（2003年4月21日）
    - 棟居刑事系列3「追蹤」（2004年3月8日）
    - 棟居刑事系列4「復仇」（2004年12月20日）

  - 陪酒女偵探千鈞一髮（日语：ホステス探偵危機一髪）4（2002年3月11日）－久保田健太郎
  - 十津川警部系列（日语：十津川警部シリーズ (渡瀬恒彦)）
    - 25「南紀白濱殺人途徑」（2002年3月25日）－真田誠
    - 37「特急Azusa殺人事件」（2006年10月2日）－佐佐木警部

  - 偵探 左文字進（日语：探偵 左文字進）6「避暑地的殺人犯」（2002年10月7日）－中谷憲吾
  - 扒手G-Men二階堂雪（日语：万引きGメン・二階堂雪）9「離婚願望」（2002年10月21日）－宮島和樹
  - 追求真實的男人（日语：真実を追う男）2（2004年7月19日）－遠山純一
  - 法廷懸疑SP2 （2009年5月18日）－西原誠一郎
  - 法廷懸疑SP4 二重裁判（日语：二重裁判#2009年・TBS）（2009年6月1日）－裁判長
  - 遺品整理人 谷崎藍子（日语：遺品整理人 谷崎藍子）4（2014年1月20日，每日放送）－峰岸康生
  - 新·十津川警部系列（日语：十津川警部シリーズ (内藤剛志)）－龜井定雄（日语：亀井定雄）
    - 新·十津川警部系列1「伊豆 下田殺人途徑」（2017年1月23日）
    - 新·十津川警部系列2「伊香保溫泉殺人事件」（2017年4月3日）
    - 十津川警部系列3「伊豆舞女號殺人迷路」（2017年9月11日）
    - 十津川警部系列4「愛與背叛的伯備線」（2017年10月16日）
    - 十津川警部系列5「京都 嵯峨野殺人迷路」（2018年4月9日）
    - 十津川警部系列6「日光 戀愛與背叛的鬼怒川」（2018年9月10日）
    - 十津川警部系列7「濱名湖殺人經過」（2018年12月10日）
    - 十津川警部系列8「外房線消失的女人 ～十津川的初戀～」（2019年3月25日）
- 空姐的戀人（日语：スチュワーデスの恋人）（1994年）－旁白
- 百貨公司夏季物語（日语：夏!デパート物語）（1995年）
- 跟踪者誘惑的女人（日语：ストーカー・誘う女）（1997年）
- 成為一家人吧！（日语：家族になろうよ!）（1999年）－真船俊一
- 松本清張特別企劃 臉（1999年）
- 爸爸（日语：おとうさん (テレビドラマ)）（2002年）－山口雅秀（次郎的父親）
- 砂之器（2004年）－佐佐木健次
- 在彩虹深處（日语：虹のかなた）（2004年）－長瀨滿喜夫
- 廣島 昭和20年8月6日（2005年）－廣瀨將校
- 我們的戰爭（2006年）
- 別開玩笑！（2007年）－「太平洋電機」人事部長
- 仁醫（2009年）－濱口儀兵衛（日语：濱口梧陵）
- 獸醫杜立德（2010年）－原大介
- 等待一年半（日语：一年半待て#2010年版）（2010年）－森崎警部補
- 命運之人（2011年）－林外務次官
- 黑河內（2013年）－鄉田文吾
- 99.9 -刑事專門律師-（2016年）－加藤誠
- 初戀那一天所讀的故事（2019年）－春見正
- 集團左遷!!－島津和幸
  - 第9話（2019年6月16日）
  - 最終話（2019年6月23日）

MBS
- 表層家族（日语：表層家族）（1998年）－坂崎守

#### 富士電視網
富士電視台
- 來自北國
  - 連續電視系列 11話（1981年）－小吃店客性
  - （1992年）－錄影帶出租店男性
- 親戚們（日语：親戚たち）（1985年）
- （1986年）－數學講師
- 猛龍笑將（日语：君の瞳をタイホする!）（1988年）
- 失蹤宣告（1988年）
- 鬼平犯科帳（日语：鬼平犯科帳 (中村吉右衛門)）
  - 第2系列 第15話「晨霧」（1991年）－吉造
  - 第5系列 第6話「白根之萬左衛門」（1994年）－沼田的鶴吉
  - 第8系列 第7話「同門對決」（1998年）－笠倉的太平
- 是誰偷走我的心（1992年）－辻野老師
- 大人不知道的事（日语：大人は判ってくれない (テレビドラマ)）（1992年）
- （1993年－1994年）－齋藤龍興
- （1994年）
- 幸福的預感（日语：幸福の予感）（1996年）－向坂一郎
- 秀逗小護士（1996年）－森下敏郎
- 快遞高手（日语：ギフト (テレビドラマ)）（1997年）－息吹秘書
- 學校怪談（日语：学校の怪談 (テレビドラマ)）（1999年）
- 賭事女王（日语：賭事女王）（1999年）－高倉賢
- 閃亮的人生（日语：きらきらひかる (漫画)）（1998年）－喜多村隆三
- 劍客生涯
  - 第2系列 第6話「三冬的緣談」（2000年）－佐藤要
  - 劍客生涯特別篇「決鬥 高田馬場」（2005年）－坂西房之助
- HERO（2001年）－神林琢磨
- 庶務二課FINAL（2002年）－青山
- 特警2人組（日语：ダブルスコア）（2002年）－曾根崎隆夫
- 夜櫻阿染（日语：夜桜お染）（2003年）－澤島兵部
- 德川綱吉 被稱作狗的男人（日语：徳川綱吉 イヌと呼ばれた男）（2004年）－間光延（日语：間光延）
- 墜入情海 ～我成功的秘密～（2005年）－長谷川社長
- 白色榮光2 ～紅色將軍的凱旋～（日语：ジェネラル・ルージュの凱旋）（2010年）－沼田泰三
- Guilty 與惡魔訂契約的女人 （2010年）－松永征一
- 黄昏流星群（2011年）－竹田社長
- 花樣少年少女 ～美男☆樂園～ 2011（2011年）－樹櫻彥
- 炎之經營者（日语：炎の経営者#テレビドラマ）（2017年3月19日）－寺内良和
- 記憶（日语：記憶 (テレビドラマ)）（2018年）－片桐啓介
- 週五娛樂（日语：金曜エンタテイメント）
  - 松本清張特輯 D的複合（日语：Dの複合#テレビドラマ）（1993年）－武田健策
  - （1997年）
  - 音之犯罪搜查官 響奈津子（日语：音の犯罪捜査官・響奈津子）2（1997年）－森本由雄
  - 松本清張七回忌特別企劃 薄妝之男（日语：薄化粧の男#1998年版）（1998年）－刑警
  - 十津川警部夫人的旅情殺人推理（日语：十津川警部夫人の旅情殺人推理）（2003年－）－小山浩平
  - 13（2004年）－村田大吾
- 週五PRESTIGE（日语：金曜プレステージ） 檢察官霞夕子（日语：検事・霞夕子）（2011年－）－岩瀨厚一郎（管理官）
- 世界奇妙物語
  - 被禁止的遊戲（1990年）－谷澤正夫
  - 深夜中的DJ（1991年）
  - 沒有時間的街道（1999年）
  - 透明的一日（2008年）－教務主任
  - 生死問答（2009年）－人事部長

關西電視台
- 流星佐吉（日语：流れ星佐吉） 第16話（1984年）
- Mountain Doctor（2024年）－鮎川篤史

東海電視台
- 夏之風暴（日语：夏の嵐 (1989年のテレビドラマ)）（1989年）－黑岩猛
- （1989年）
- （1997年）
- 家族的旅途 ～殺死家族的男人～（日语：父と子の旅路#連続ドラマ（2018年））（2018年）－松枝榮二郎

#### 朝日電視台
- DOWN TOWN偵探組（日语：ダウンタウン探偵組）（1988年）
- 7人女律師
  - （1990年）－妹尾裁判官
  - （1991年）－高木正彥
- 刑事搜查線（日语：はみだし刑事情熱系）－加藤孝明
- 老爹偵探（日语：オヤジ探偵）（2001年）－本田利孝
- 科調所的女法研
  - season4（2002年）－相澤信彥
  - season7（2006年）－真山勝男
  - season17（2018年）－桃井貞治
- 東京夜未眠（日语：眠れぬ夜を抱いて）（2002年）－石黑敬一郎
- SABU（2002年）－儀兵衛
- 我們都還活著（日语：ぼくらはみんな生きている）（2003年）－澤村徹
- 忠臣藏（日语：忠臣蔵 (2004年のテレビドラマ)）（2004年）－大高忠雄（日语：大高忠雄）
- 名奉行！大岡越前（日语：名奉行! 大岡越前）（2005年）－村井長庵
- 超能野球紅不讓（日语：アストロ球団 (テレビドラマ)）（2005年）－金田正一
- 安樂椅子偵探（日语：安楽椅子探偵 (テレビドラマ)）（2006年）－西大路隼人
- 富豪刑事（2006年）－大崎春堂
- 白虎隊（日语：白虎隊 (2007年のテレビドラマ)）（2007年）－孝明天皇
- 假面騎士電王（2007年）－車長、站長、旁白
- 那個男人副署長（日语：その男、副署長）（2007年－）－野澤健作（刑事課長）
- 八州巡訪桑山十兵衛 ～信步之旅～（日语：八州廻り桑山十兵衛〜捕物控ぶらり旅）（2007年）－旁白
- 肉體之門（日语：肉体の門 (テレビドラマ)）（2008年）－數寄屋橋署署長
- 假面騎士Decade（2009年）－車長
- 特命係長 只野仁（日语：特命係長 只野仁 (テレビドラマ)）（2009年）－內村博則
- 落日燃霞（日语：落日燃ゆ#テレビドラマ（2009年版））（2009年）－花井忠（日语：花井忠）
- 必殺仕事人2009（2009年）－上總屋松藏
- 天使銀行 ～轉職代理人～（2010年）－豐島秀樹
- （2010年）
- 外科醫生 須磨久善（日语：外科医 須磨久善）（2010年）－伊藤明夫
- 惡黨 ～重犯罪搜査班（日语：悪党〜重犯罪捜査班）（2011年）－黑澤達矢
- 紀戊 警視廳特殊犯搜查係（日语：ジウ (小説)#テレビドラマ）（2011年）－太田信之
- 愛與生命 ～歌舞伎町救援寺～（日语：愛・命 〜新宿歌舞伎町駆け込み寺〜）（2011年）
- 相棒 season11（2012年）－潮弘道
- 派遣女醫X（2012年）－相馬圭一郎
- 刑警110公斤（2013年）－鬼久保巖
- 京都人情搜查檔案（日语：京都人情捜査ファイル）（2015年）－加藤善浩
- 週六WIDE劇場（日语：土曜ワイド劇場）→週六PRIME（日语：土曜プライム）、週六WIDE劇場
  - 幽靈半島（日语：幽霊シリーズ#テレビドラマ）（1984年）
  - 迷偵探記者羽鳥雄太郎與新人女刑事系列（日语：迷探偵記者羽鳥雄太郎と駆け出し女刑事シリーズ）（1987年）－照相館主人
  - 混浴露天浴室連續殺人（日语：混浴露天風呂連続殺人）（1992年）－大野木伸介
  - 松本清張特別企劃 黑革記事本（1996年）－村井亨
  - 松本清張特輯 黑色樹海（日语：黒い樹海#1997年版）（1997年）－竹尾刑事
  - 女律師 朝吹里矢子（日语：女弁護士 朝吹里矢子）（1998年）－高畠通夫
  - （1998年）－倉田大造
  - 終點站之牛尾刑事VS事件記者冴子（日语：終着駅の牛尾刑事VS事件記者・冴子）（2001年）－片倉直義
  - 救急救命士 牧田沙織（日语：救急救命士・牧田さおり）（2002年－）－長谷川洋司
  - 新·紅下層檢察官奮戰記（日语：新・赤かぶ検事奮戦記）」（2002年－2005年）－法眼正法
  - 殺人STUNT（日语：殺人スタント）（2004年）
  - 計程車司機的推理日誌（日语：タクシードライバーの推理日誌）（2005年）－野田修次
  - 事件系列（日语：事件 (テレビ朝日のテレビドラマ)）（2006年）－金澤郁夫
  - 溫泉 (秘) 大作戰（日语：温泉 (秘) 大作戦）（2007年）－後藤明利
  - 圈套搜査官 北見志穗（日语：おとり捜査官・北見志穂）（2007年）－西丸洋二郎
  - 女警察 ～新宿西署 刑事科強行犯部門（日语：ショカツの女 新宿西署 刑事課強行犯係）（2007年－）－畠山義信
  - 警視廳電話指導官 ～深川真理子的事件簿（日语：警視庁電話指導官〜深川真理子の事件簿）（2008年）－梅宮正和
  - 裁判員法廷（日语：弁護士・森江春策の事件）（2009年）－加藤高彌
  - 人類學者 岬久美子的殺人鑑定（日语：人類学者・岬久美子の殺人鑑定）（2010年）－鷹取行夫
  - 拘留所的女醫（日语：拘置所の女医）（2011年）－土方一
  - 終點站系列 中途下車女性（日语：終着駅シリーズ）（2011年）－森岡治
  - 事件15（2012年）－若月檢察官
  - 監察官 羽生宗一（日语：監察官・羽生宗一）1（2014年）－野崎副署長
  - 檢察官 朝日奈耀子（日语：検事・朝日奈耀子）（2016年）－小笠原毅
- 週日PRIME（日语：日曜プライム）
  - 警部補 碓冰弘一（日语：警部補・碓氷弘一）2（2018年）－田端守雄
  - 遺留搜查特別篇9（2019年）－水島俊樹

#### 東京電視網
東京電視台
- 忠臣藏外傳 薄櫻記（1991年）
- 女人與愛與推理（日语：女と愛とミステリー）
  - 和泉教授夫妻系列（日语：和泉教授夫妻シリーズ）（2001年）－正木刑警
  - 主婦偵探 河原綾子窺視事件簿（2001年）－梨田敏彥
  - （2002年）－須山忠雄
- 龍馬來了（日语：竜馬がゆく）（2004年）－岡上新輔
- 週三推理9（日语：水曜ミステリー9）
  - 指紋搜査官 塚原宇平的神業（日语：指紋捜査官・塚原宇平の神業）1（2005年）－五月女貢
  - 刑警鳴澤了系列（日语：刑事・鳴沢了シリーズ）（2005年）－筧秀行
  - 多摩南署敲打刑警 近松丙吉（日语：多摩南署たたき上げ刑事・近松丙吉）（2008年）－工藤恒夫
  - 作家偵探 山村美紗（日语：作家探偵・山村美紗）1（2012年）－早見青草
  - 葬儀社松子事件簿（日语：葬儀屋松子の事件簿）1（2012年）－齋藤悠一郎
  - 被討厭的監察官 音無一六 ～警察界內部調査之鬼～（日语：嫌われ監察官 音無一六）（2013年－）－七尾政和
  - 借王 ～華麗的借金償還作戰～（日语：借王#テレビ東京）（2014年）－山本忠秀
  - 新·旅行作家 茶屋次郎（日语：旅行作家・茶屋次郎）13（2016年）－藤尾泰三
  - 蜥蜴女 警視廳特殊犯罪摩托車班（日语：トカゲの女 警視庁特殊犯罪バイク班）3（2017年）－三國赳夫
- 神名平四郎活人劍（日语：よろずや平四郎活人剣）（2007年）－菱沼惣兵衛
- 忠臣藏 ～義和愛（日语：忠臣蔵〜その義その愛）（2012年）－阿波野屋利助
- 孤獨的美食家（2013年）－時田實
- 警視廳零系 ～生活安全科萬能諮詢室～（日语：警視庁ゼロ係〜生活安全課なんでも相談室〜）－谷本敬三[7]
  - FIRST SEASON（2016年1月15日－2月26日）
  - SECOND SEASON（2017年7月21日－9月15日）
  - THIRD SEASON（2018年7月20日－9月14日）
  - SEASON4（2019年7月19日－9月6日）
- CODE:MIRAGE（日语：コードネームミラージュ）（2017年）－左文字外記
- 人氣女神 ～拉麵食遊記～（日语：らーめん才遊記#テレビドラマ）（2020年）－旁白

BS JAPAN
- 傳聞之女（日语：噂の女）（2018年）－松崎健吾

#### WOWOW
- 京極夏彥 「怪」（2000年）－市村松乃輔
- 朝食亭（2009年）－東律師
- 暗之伴走者（日语：闇の伴走者#テレビドラマ）（2015年）－望月秀正

### 電影
- 蒲田行進曲（1982年）－大部屋演員
- 里見八犬傳（1983年）－宴之侍
- 怪物戰士男孩（日语：テラ戦士ΨBOY）（1985年）－數學
- 熱海殺人事件（日语：熱海殺人事件）（1986年，Joypack Film（日语：ジョイパックフィルム））
- 刑事物語#刑事物語5：片山刑警在山城（日语：刑事物語5：片山刑警在山城）（1987年，東寶）－警官
- 與幽靈共處的夏天（日语：異人たちとの夏）（1988年，松竹）
- 黑雨（日语：黒い雨 (映画)）（1989年）－青及
- 混蛋！3 奇怪的傢伙（日语：バカヤロー!3 へんな奴ら） 第二話（1990年，松竹）
- 混蛋！4 YOU！就是你（日语：バカヤロー!4 YOU! お前のことだよ） 第二話（1991年）
- 幕末純情傳（日语：幕末純情伝#映画）（1991年，松竹）－大久保利通
- 事件屋稼業（日语：事件屋稼業 (漫画)）（1992年，Japan Home Video（日语：ジャパンホームビデオ））
- 愛情全壘打（日语：ヒーローインタビュー (映画)）（1994年，東寶）－教練
- 失樂園（1997年）－村松
- 卡美拉3 邪神覺醒（1998年）－先任管制官
- CHAKA LONELY HITMAN（1998年）
- （1999年，cinequanon（日语：シネカノン）、日活）
- 午夜凶鈴2（日语：リング2）（1999年）－大牟田刑警
- 阿修羅傳說 死鬥篇（2001年）－神谷
- 陰陽師（2001年）－陰陽師
- 柏拉圖式性愛（2001年）－角倉義雄
- 突入！淺間山莊事件（日语：突入せよ! あさま山荘事件）（2002年）－長野縣機動隊分隊長
- 害蟲（日语：害虫 (映画)）（2002年）－便利超商的中年男子
- 太陽依然昇起（日语：陽はまた昇る (映画)）（2002年）－大野久志
- 穴光假面（2003年，Art Port（日语：アートポート））
- SABU（2003年，電影旬報）－儀兵衛
- 穴光假面 SURPRISE（2004年，Art Port）
- 春之雪（2005年）－綾倉伯爵
- ALWAYS 幸福的三丁目（2005年）－靜夫
- 剪刀男（日语：ハサミ男）（2005年）
- 不可思議的幸福列車（日语：旅の贈りもの 0:00発）（2006年）－藤堂順平
- 風之音（日语：風のダドゥ）（2006年）－中林
- 小勇者們 ～卡美拉～（2006年）－雨宮宗一郎
- 難波金融傳 南街的帝王（日语：難波金融伝・ミナミの帝王）（2006年）
- 危險因素（日语：HAZARD）（2006年）－關稅職員
- 假面騎士系列
  - 劇場版 假面騎士電王：俺、誕生！（日语：劇場版 仮面ライダー電王 俺、誕生!）（2007年）－車長
  - 劇場版 假面騎士電王&Kiva：巔峰刑事（日语：劇場版 仮面ライダー電王&キバ クライマックス刑事）（2008年）－車長
  - 劇場版 再見了假面騎士電王 最後的倒計時（日语：劇場版 さらば仮面ライダー電王 ファイナル・カウントダウン）（2008年）－車長
  - 劇場版 超·假面騎士電王&Decade 新世代鬼之島的戰艦（日语：劇場版 超・仮面ライダー電王&ディケイド NEOジェネレーションズ 鬼ヶ島の戦艦）（2009年）－車長、站長
  - 假面騎士×假面騎士×假面騎士THE MOVIE 超·電王三部曲（日语：仮面ライダー×仮面ライダー×仮面ライダー THE MOVIE 超・電王トリロジー）（2010年）－車長、站長

  - OOO·電王·All Riders Let's Go 假面騎士（2011年）－車長
  - 假面騎士×超級戰隊 超級英雄大戰（2012年）－車長
  - 假面騎士平成Generations Forever（2018年12月22日）－車長[8]
  - 假面騎士電王 假面騎士電王Pretty電王登場！（日语：仮面ライダー電王 プリティ電王とうじょう!）（2020年）－旁白
  - 假面騎士聖刃 + 機界戰隊全界者 超級英雄戰記（2021年7月22日）－車長[9]
- 魚的故事（日语：フィッシュストーリー）（2009年） - 谷口
- 20世紀少年 第2章 最後的希望（日语：20世紀少年 (映画)）（2009年）－歌舞伎町警察署長
- 禿鷹（日语：ハゲタカ (映画)）（2009年，東寶）[注 3]
- Golden Slumbers（2010年）－近藤守
- HESOMORI（2011年）
- 歡迎回來隼鳥號（日语：おかえり、はやぶさ）（2012年）
- 剪刀 hasami（日语：はさみ hasami）（2012年）
- 播種的旅人 ～農之茶～（日语：種まく旅人〜みのりの茶〜）（2012年）－森川修一
- 繩氣娘子軍！（日语：綱引いちゃった!）（2012年）
- THE SANGO RANGER（日语：サンゴレンジャー）（2013年）
- 地獄為何惡劣（2013年）
- 圈套劇場版4：最後的舞台（日语：トリック劇場版 ラストステージ）（2014年1月11日）－有田雄一
- 蟬之記（日语：蜩ノ記#映画）（2014年10月4日）－播磨屋吉左衛門
- 我想看你的笑容（2017年）
- 鋼之鍊金術師（2017年12月1日）－柯奈洛[10]
- 犬屋敷（2018年4月）－土方功夫

### 舞台
- （1998年）
- （2000年）

### 非戲院首映
- 新Zero WOMAN （2004年）

### 電視動畫
1981年
- 衝鋒勝平（日语：ダッシュ勝平）（幻鬼）

1983年
- 伊賀野河馬丸（目白雙葉）

2007年
- 假面騎士電王+新王（日语：仮面ライダー電王+しん王）（老闆）

2011年
- 美食獵人TORIKO（旁白、美食馬車廣播）

### 遊戲
2012年
- 美食獵人TORIKO 美食求生戰！2（日语：トリコ グルメサバイバル!2）（旁白）

### 外語配音

#### 電影
- 聖母峰（旁白[11]）

### 廣播節目
- Grand Touring Japan（日语：Grand Touring Japan）（2004年）
- 石丸謙二郎的山莊咖啡（日语：石丸謙二郎の山カフェ）（2018年2月10日、4月7日～）

### 旅遊節目
- 從車窗看世界（日语：世界の車窓から）（1987年6月1日－，朝日電視台）－旁白
- 途中下車之旅（日语：ぶらり途中下車の旅），又譯日本電車之旅[注 4]（日本電視台）－旅人[注 5]
- 日本名峰（日语：日本の名峰）
- 列島特輯－解說
- 世界心靈旅程（日语：世界・わが心の旅）－解說
- 無比精彩的地球之旅－解說
- 如此美麗的日本竟然會有（日语：こんなステキなにっぽんが）－旅人
- 追尋歷史紀行（日语：とことん歴史紀行）（BS11）－旁白
- 新日本風景遺產（2015年4月－，BS朝日）－旅人

### 紀錄片
朝日電視網
- （BS朝日，2014年6月29日）－旁白
- 天空頂端 槍岳 山中小屋百年物語（2018年2月5日，長野朝日放送／2019年1月2日，朝日電視台）－旁白
- 舞台女優 黑柳徹子 再會了，最後的舞台（2018年12月15日，朝日電視台）－旁白

其它電視台
- 富士山 絶景秘密 ～你所不知的火山物語（2012年1月1日，NHK BS Premium）－主要導航
- 世界大探險推理 地下絕景探尋之旅（2013年11月3日，BS-TBS）－主要導航
- 鐵道傳說（日语：鉄道伝説）SP（BS富士）
  - （2017年5月7日）
  - （2018年3月11日）
  - （2019年4月14日）
  - （2020年4月26日）[12]

### 綜藝節目
富士電視網
- （富士電視台）
- 筋肉丸（日语：筋肉丸）（2008年，富士電視台739（日语：フジテレビONE））

NHK綜合
- 元氣第一 健康道場
- 九州地區限定放送 （2019年11月29日）

朝日電視台
- 大人的徒步登山 -自己所遇見的百座名山-（日语：大人の山歩き-自分に出会える百名山-）
- 徹子的房間

其它電視台
- （日本電視台）
- 全明星感謝祭（TBS）

### 廣告
- 大幸藥品（日语：大幸薬品）
- 九州電力
- KDDI（au）
- 東京都宅建協會
- {lang|ja|布{団のベルコ}}
- 鐵子之旅（日语：鉄子の旅）（DVD宣傳。將『從車窗看世界』中的「世界」改成「鐵子」，廣告播出時決定用『從車窗看鐵子』作為標題。只在CS家庭劇場（日语：ファミリー劇場）播出）
- 史克威爾艾尼克斯 勇者鬥惡龍IX 星空的守護者（王國之心版旁白）
- Club Tourism（日语：クラブツーリズム）

### 其它
- 九州旅客鐵道特急『Sonic』車上廣播（2011年3月－，別府站、大分站下車解說）
- 桃色幸運草ZCD『5TH DIMENSION Track11』間奏解說對白（2013年4月10日）
- &合體3小時特別節目（2015年10月19日、11月16日、2016年2月15日，特別出題旁白）

## 著書
- （中央公論新社）2020年10月 ISBN 978-4-12-150702-0
- （敬文舎）2020年11月 ISBN 978-4-906822-59-1

## 腳註

## 外部連結
- 石丸謙二郎公式HP （页面存档备份，存于） （日語）－石丸謙二郎的官方網站。
- 石丸謙二郎 Off time （页面存档备份，存于） （日語）－石丸謙二郎的官方個人部落格。
- 青年座電影放送公開所屬的公開簡歷 （页面存档备份，存于） （日語）
  - 影像、舞台 （日語）
- 石丸謙二郎 （页面存档备份，存于） （日語）－NHK人物錄（日语：NHKアーカイブスポータル）
- （日語）